# Театры в Приштине
В городе на Балканском полуострове Приштине работают 3 театра: Национальный театр Косова, театр ОДА и театр ДОДОНА. Спектакли ставятся еженедельно.
В театрах работают около 20 популярных актёра. Театры размещены в центре Приштины. Национальный театр (Teatri Kombetar) расположен в центре города, возле главного правительственного здания. Театр ОПР размещается в здании Молодежного центра, а театр ДОДОН находится в районе Велуча около площади Ибрагима Ругова.

## Национальный театр Косова
(42°39′43″ с. ш. 21°09′47″ в. д.)

### История театра

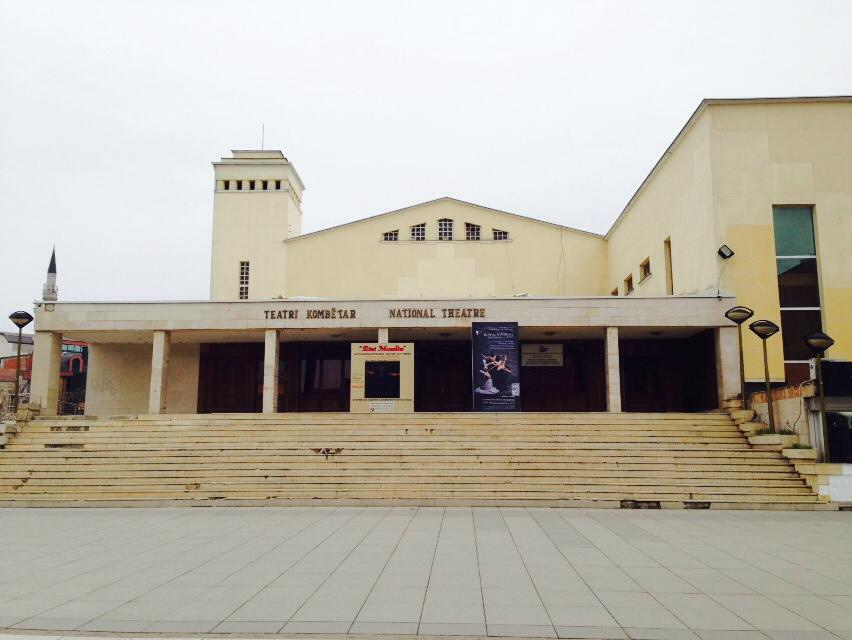
Национальный театр Косова

Национальный театр Косова был основан в октябре 1946 года в Призрене. Это был первый профессиональный театр в Косове после Второй Мировой Войны. Спустя несколько месяцев после создания, театр переехал в Приштину, столицу Косово. В первых спектаклях театра играли в основном самодеятельные артисты, которым помогали профессиональным артисты из других театров бывшей Югославии. До 1989 года театр поставил более 400 премьер, их посмотрели более 3,2 млн зрителей.
Репертуар театра построен на пьесах югославской драматургии и мировой классики. В 1967 году спектакль «Erveheja» режиссёра Кена Мухаррема был удостоен премии за лучшую драму на югославском театральном фестивале «Sterijino Pozorje». Театр поддерживается фондом Министерства культуры, молодёжи и спорта Республики Косово.

### Пьесы на сцене Национального театра Косова
- 2008 год: « Çifti Martin», «Тартюф», «Motra e katërt»" («Четвертая сестра»), «Liria po vjen» («Свобода придет»).
- 2009 год: «Dejzilend» («Daisyland»), «Bodrumi» («подвал»), «Rebelët» («повстанцы»), «Mashtruesit» («аферисты»), «Vdekja она Ваша» («смерть и девушка»), «Норвегия сегодня».
- 2010 год: «Пер Гюнт», «Heshtja» («Молчание»), «Clooser»
- 2011 год: «Fizikantët», «Udhëtimi» (поездка), « Ната е Helverit», «Leksioni I Yu-Mitologjisë».
- 2012 год: «Нора», «Лисистрата», «Dosja H»[6] , «Shtëpia në ankand».
- 2013 год: «Dëshmitari» («свидетель»), «Përplasjet» («столкновение»), «Mbas Zonjushës Julie», «Хроники Нарнии»

### Известные театральные деятели
- Актеры: Istref Begolli, Muharrem Qena, Sylë Kuçi, Drita Krasniqi, Selman Jusufi , Igballe Qena, Fatime Lajçi, Leze Qena, Fatime Lugiqi, Shirine Morina, Bislim Muçaj, Hysnijë Muçaj, Kumrije Hoxha, Mehmet Breznica, Ismet Azemi, Drita Begolli, Veton Osmani, Lumnije Muçaj-Sopi, Xhejlane Godanci, Adhurim Demi, Basri Lushtaku, Naim Berisha, Fatmir Spahiu, Xhevat Qena, Nëntor Fetiu, Dibran Tahiri, Adem Mikullovci, Luan Jaha, Lirak Çelaj.
- Автор: Бегир Муслиу.
- Режиссёры: Fetah Mehmeti, Kristë Berisha, Fadil Hysaj, Isa Qosja, Besim Sahatçiu, Agim Sopi, Selami Taraku, Jeton Budima, Ilir Bokshi, Esat Brajshori, Atdhe Gashi.
- Художники: Linda Polloshka, Violeta Xhaferi, Iliriana Loxha, Lumturije Gashi.

### Награды 1950—1979 годов
Первую профессиональную награду театр получил в 1950 году. Это была премия Shani Pallaska за спектакль «Personi i dyshimtë» («Подозрительные лица») Нушика на фестивале профессиональных театров Сербии, состоявшемся в Белграде .
- В декабре 1963 года театр был награждён призами «Shpërblimi i Vukut» и "Shpërblimi i publikut «(„Приз зрительских симпатий“)
- В 1979 году театр был удостоен премии AVNOJ.

## Театр ОДА

### История театра
(42°39′40″ с. ш. 21°09′22″ в. д.)

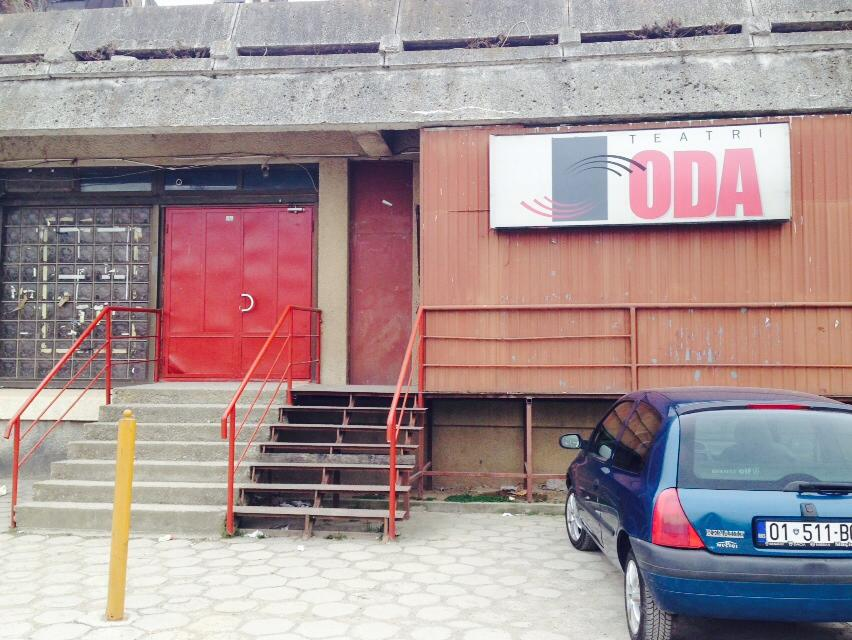
Театр ОДА в Приштине

Независимый ОДА театр в Приштине (Косово) был основан в конце 2002 года по инициативе актеров Lirak Celaj и Florent Mehmeti.
В начале театр не имел постоянного помещения. Позже театру передали здание боулинг-клуба, который был перестроен в театр.
Первой премьерой театра была пьеса „The Vagina Monologues“.

### Пьесы
- „Tre Gjërmant е Trashë“ (три немецких толстяка);[9]
- „Dhoma 13“ („Номер 13“);
- „Endrra e nje nate vere“ („Сон в летнюю ночь“);
- „Grafitet“ („Граффити“);
- „Doruntina“;
- „Qyteti по rritet“ („город растет“);
- „ODA blu“ („Голубая Ода“);
- „Lufta Iliri-Romake“ („Иллирийско-Римские Войны“);
- „Piknik ne Fushebeteje“» («Пикник в уорфилд»).

Основные зрители театра (около 70 % аудитории) — молодёжь в возрасте 25-35 лет.

## Театр Додона

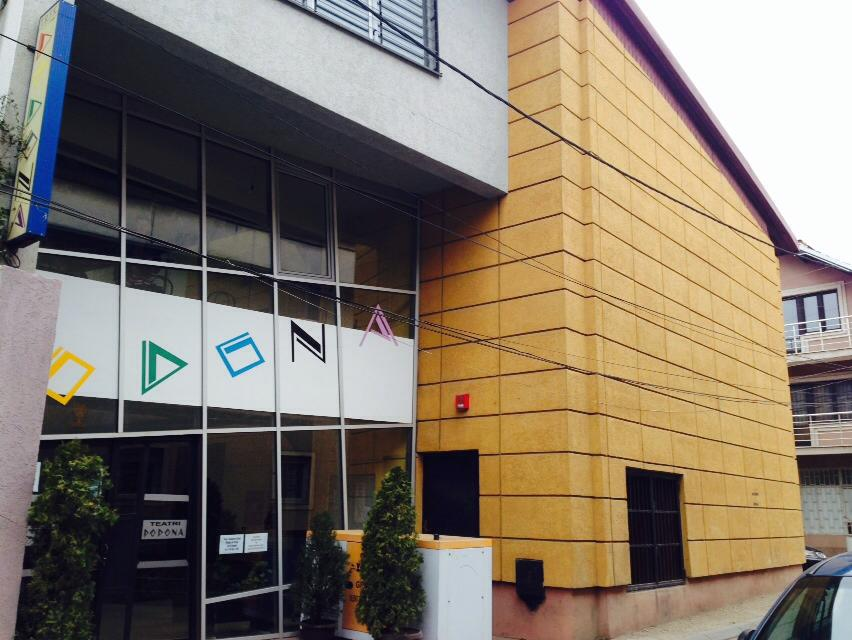
Театр Додона в Приштине

### История театра
(42°39′50″ с. ш. 21°10′12″ в. д.)
Детский театр Додона был основан в Приштине 12 ноября 1986 года. Год спустя в 1987 году театру было присвоено имя Додона. В первые четыре года своего существования его руководителем был хорватский драматург Борислав Мркич. В 1992 году театр переехал в помещение на улице Митровице, то дало ему возможность играть детские и взрослые спектакли одновременно. Здание театра было реконструировано в 1986—1992 годах и во в 2004—2006 годах.

### Пьесы
Одной из самых успешных пьес театра была «Pylli është i të gjithëve» (лес принадлежит всем).
До сегодняшнего дня были показаны 37 премьеры, которые посмотрели 527554 зрителей. Театр Додона театр принимал участие на различных фестивалях.
В 1984—2011 годах в театре ставились пьесы:
- «Pylli është я të gjithëve» (лес принадлежит всем);
- «Rosak Baltaku»;
- «Elefanti i vogël kureshtar» (маленький слон);
- «Lozonjar Minuku» (игривый мышь);
- «Posta e porositur» (предписанном порядке);
- «Picrraku» (самый маленький);
- «Kënga si dhuratë» (песня в подарок);
- «Princesha Zobeida» (Принцесса Zobeida);
- «Përralla me lara» (разноцветные сказки);
- «Qeni që nuk dinte të leh» (собаки которые не умеют лаять);
- «Kësulkuqja» (Красная Шапочка).

### Театральные деятели
- Авторы: Agim Deva, Arif Demolli, Abdyl Bunjaku, Adelina Mamaqi, Gani Xhafolli, Hajro Ulqinaku, Hivzi Krasniqi, Mark Krasniqi, Rifat Kukaj. Directors: Melihate Qena, Borislav Merksic.
- Режиссёры: Melihate Qena, Borislav Merksic.
- Актеры: Avni Hoti, Avdi Azemi, Faik Gashi, Roya Berisha, Valdet Rama, Esat Ferizi, Ismet Azemi, Veton Osmani, Donika Gashi.